# Bòtid del Pacífic nord-occidental
El bòtid del Pacífic nord-occidental (Bothus assimilis) és un peix teleosti de la família dels bòtids i de l'ordre dels pleuronectiformes
present a les costes del Pacífic nord-occidental.